# 蓝柏
蓝柏（1830年—1892年4月28日）美国监理会东亚传教士，在中国上海、苏州和日本神户等地传教。

## 生平
1830年，蓝柏出生在美国亚拉巴马州，1851年毕业于密西西比大学。在密西西比州担任牧师。1853年10月10日与玛丽·伊莎贝拉·麦克莱伦小姐结婚，同年二人志愿去中国传道。
1854年蓝柏夫妇二人受美国监理会差遣，随先驱教士秦右来华，驻上海郑家木桥福音堂，接办福音堂女塾。1875年扩建郑家木桥福音堂，命名为圣诞堂。又创建美华书坊，印布道单张和书籍。
蓝柏是苏州监理会的开辟者。1856年在上海为苏州富商殷勤山施洗。1858年，蓝柏前往苏州，计划开辟在华第二个布道区，未能成功。十年后的1869年，蓝柏第二次前往苏州布道，取得成功，在葑门内钟楼头为第一批信徒施洗。其养子曹子实从美国留学归来，在苏州创办博习书院。
1886年，蓝柏、蓝华德父子被监理会派往日本西部创建监理会，居住於兵庫縣神戶市的神戶外國人居留地。1887年创立广岛教会。1892年4月28日在神户病故。

## 子女
- 蓝华德（James William Lambuth，1854-1921）